# اکتشاف و کاوش منظومه شمسی

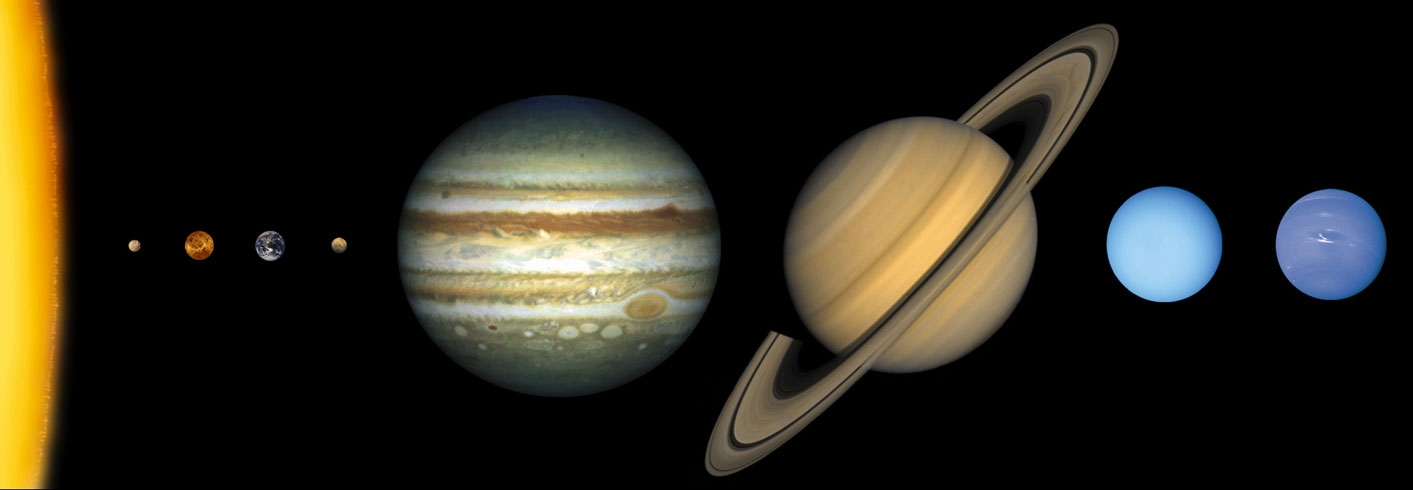
سیاره‌های سامانهٔ خورشیدی در کنار خورشید (مقیاس‌ها دقیق نیست)

شناسایی و اکتشاف منظومهٔ خورشیدی افزایش دانش و درک از «همسایگی کیهانی» زمین است. این شامل خورشید، ماه و زمین، سیارات بزرگ از جمله عطارد، زهره، مریخ، مشتری، زحل، اورانوس و نپتون، قمرهای آنها، و همچنین اجسام کوچکتر از جمله دنباله‌دارها، سیارک‌ها، و گرد و غبار موجود در این همسایگی‌است.
منظومهٔ شمسی منظومه‌ای‌است که در کهکشان راه شیری قرار دارد و زمین در این منظومه قرارگرفته‌است. در واقع منظومهٔ شمسی یا خورشید ما و سامانه‌اش؛ سیاره‌ها، اقمار، و باقی مانده‌های کوچکتر، «حیاط خلوت کیهانی بشراست». در اینجا فاصله‌ها از هم، در مقیاس میلیون، در مقایسه با فواصل دلهره‌آور میان‌ستاره‌ای کوتاه به‌نظر می‌رسند، فنّاوری امروز دشواری فاصله‌های بین سیاره‌ها را آسان ساخته‌است.
در طی هزاران سال انسان‌ها؛ باوجود چند شاهد و مورد چشم‌گیر، سامانهٔ خورشیدی را آن‌گونه که هست به رسمیت نشناختند. باور به اینکه زمین در مرکز گیتی ثابت مانده‌است و اجرام آسمانی در آسمان حرکت می‌کنند تا مدت‌ها برای همه بدیهی بود. اگرچه فیلسوف یونان باستان آریستارخوس ساموسی در بیش از دوهزار و سیصد سال پیش براین باور بود که خورشید در مرکز کیهان قرار دارد. از اوایل هزارهٔ دوم در آسیای میانه دوباره نظریهٔ خورشیدمرکزی کم و بیش مورد توجه قرار گرفت هرچند که هویت سامانه هنوز به‌روشنی ارائه نشد. نیکلاس کوپرنیک برای نخستین بار با توسعهٔ یک سیستم ریاضی نشان داد که خورشید می‌تواند در مرکز کیهان قرار داشته‌باشد. جانشینان او در قرن هفدهم، از جمله گالیلئو گالیله، یوهان کپلر، و آیزاک نیوتن با درک فیزیک، پذیرفتند که زمین به دور خورشید می‌چرخد و سیارات با همان قوانین فیزیکی حاکم بر زمین در حرکت‌اند. علاوه بر این، اختراع تلسکوپ کمک بزرگی به کشف سیارات و ماه‌ها کرد. در زمان‌های اخیر، تلسکوپ با استفاده از فضاپیمای بدون سرنشین برای کشف پدیده‌های زمین‌شناسی مانند کوه، دهانه برخوردی، پدیده‌های هواشناسی از جمله ابر، طوفان شن و یخ در سیارات به فضا فرستاده شده‌است.